# Sega AM1
Sega Amusement Machine Research and Development Department #1 (Sega AM R&D Dept. #1 или просто Sega AM1) — подразделение Sega Enterprises, одно из старейших подразделений Sega, занимавшейся разработкой игр для аркадных автоматов (из чего следует само название — «Amusement Machine», то есть «Развлекательные машины»), начавшее свою историю в 1984 году. В мае 1999 года в ходе реструктуризации Sega подразделение было переименовано в Sega Software R&D Dept. 1, а затем, в 2000 году — стало полунезависимой компанией WOW Entertainment.

## История
В течение 1980-х годов студия создала такие аркадные хиты как Altered Beast, Golden Axe и Alien Storm. Также AM1 начала популярные серии игр Shinobi и Shadow Dancer.
В 1991 году внутренняя структура игровых подразделений Sega была изменена, появились новые департаменты, среди которых была Sega AM3, сформированная за счёт перешедших в неё сотрудников AM1. В саму AM1 перешёл игровой дизайнер Кадзунари Цукамото, до этого работавший над Phantasy Star III: Generations of Doom. В AM1 при его участии вышли игры OutRunners, Harley Davidson & L.A. Riders и The Ocean Hunter. Другими значимыми играми студии в 1990-е стали The House of the Dead и Die Hard Arcade, а также игры для аркадных автоматов «тайкан» (закрытых автоматов с максимальным погружением игрока в игровой процесс). Также AM1 работала над играми для аркадных автоматов на базе чипсета Sega Titan Video (идентичного по архитектуре с Sega Saturn, что облегчало портирование игр на домашние консоли).
В начале 2000-х в ходе глобальной реструктуризации подразделений AM1, носившее уже название «Sega Software R&D Dept. 1» была преобразована в WOW Entertainment. В новом качестве студия выпускала игры для Sega Dreamcast, а с 2002 года, в связи с потерей Sega консольного рынка, переключилась на другие консоли — PlayStation 2, GameCube и Xbox.
В 2004 году после образования холдинга Sega Sammy Holdings «WOW Entertainment» была объединена с другой студией Sega Overworks. Полученная в результате слияния компания получила название WOW Works. В 2005 году Sega решила вернуть старую структуру департаментов, благодаря чему студия снова обрела своё старое название — Sega AM1. В 2008 году в неё влилась другое подразделение — Sega AM3.